# Jin-Soo Kwon
Jin-Soo Kwon (kor.: 권진수) – postać fikcyjna, jeden z bohaterów serialu "Zagubieni". Koreańczyk, mąż Sun. Przed katastrofą samolotu pracował dla ojca swojej żony.

## Sezon pierwszy
Jin wydaje się być niesympatyczną postacią. Jest bardzo zazdrosny o swoją żonę, Sun. Niestety nie potrafi porozumieć się z innymi, przez barierę językową. Jego pierwszym wrogiem staje się Michael, którego Sun poznała jako pierwszego i nawiązała z nim kontakt. Rozbitkowie są świadkami licznych scen awantur, które wszczyna Koreańczyk. Równie często obrażał się na resztę, a nawet na swoją żonę, gdy np. okazało się, że zna angielski. Wtedy postanawia zmienić stosunek do towarzyszy, w szczególności do Michaela. Pomaga mu w budowie tratwy, którą wypływa razem z Michaelem, Waltem i Sawyerem, wcześniej godząc się z Sun.

## Sezon drugi
Jin wraz z Michaelem i Sawyerem dostaje się na drugą część wyspy. To właśnie tam ma miejsce pierwsza konfrontacja z rozbitkami z tylnej części samolotu. W odcinku finałowym drugiej serii wyrusza z Sayidem i żoną Sun łódką na drugą stronę wyspy.

## Sezon trzeci
W retrospekcji Sun i Jina dowiadujemy się o zdradzie Sun z pewnym bogatym przedsiębiorcą, w pewnym momencie do apartamentu tego mężczyzny wchodzi ojciec Sun wraz ze swoją świtą, nie okazuje zdenerwowania. Później ojciec Sun spotyka się z Jinem i poleca mu zabicie kochanka żony. Jin przychodzi do biznesmena i zaczyna go bić, tamten prosi żeby Jin się opamiętał. Jin odchodzi zostawiając pobitego (lekko) faceta. Na dworze gdy Jin wsiada do swego auta na maskę spada ów biznesmen, który nie mógł znieść takiej hańby.

## Sezon czwarty
Jin wraz z Sun dostają się na pokład statku, na którym zamierzają odpłynąć z wyspy. Kiedy okazuje się, że na statku jest bomba, Michael, Jin i Desmond usiłują ją rozbroić. Udaje im się opóźnić detonację, jednak Jin wciąż znajduje się na pokładzie na sekundy przed eksplozją, która powoduje zatonięcie statku. Sun Kwon, której udało się wraz z innymi uciec ze statku helikopterem, zakłada, że Jin nie żyje, a po powrocie do Korei odwiedza jego symboliczny grób.

## Sezon piąty
Jin cofa się w czasie i ląduje na 16 lat przed rozbiciem się samolotu na wyspie. Spotyka grupę Francuzów wśród których jest Danielle Rousseau. Gdy Jack, Kate i Hurley wracają na wyspę spotykają Jina jadącego samochodem z bronią w ręku